# Accident ferroviaire de Saujon
L’accident ferroviaire de Saujon a eu lieu le dimanche 14 août 1910 en France, sur le réseau de l'État, à l'entrée de la gare de cette ville du département de la Charente-Inférieure lorsqu'un train de voyageurs allant de Bordeaux à Royan prit en écharpe un train de marchandises de sens opposé imparfaitement garé sur une voie d'évitement. Survenant moins de deux mois après un autre grave accident à Villepreux sur le même réseau, il suscita l'émotion par son bilan encore plus lourd, et relança les controverses sur l'exercice d'activités industrielles et commerciales par les personnes publiques.

## Les circonstances
Tous les dimanches de la saison estivale, le réseau de l'État faisait circuler sur ses voies entre Bordeaux et la station balnéaire de Royan un convoi spécial, dénommé « train G ». Celui-ci, toujours très fréquenté, partait le matin à 8 heures de sa gare de la Bastide et effectuait en deux heures le trajet de 140 kilomètres, empruntant d'abord la double voie de la  ligne de l'État vers Paris, par Saint-André-de-Cubzac, Cavignac et Jonzac, puis bifurquant à Pons sur sa ligne à voie unique vers Saujon. Là, il retrouvait la double voie, établie en 1899 sur les 9 kilomètres conduisant à Royan.
Le dimanche 14 août 1910, veille de l'Assomption, le beau temps et la perspective de deux jours fériés consécutifs avaient attiré une affluence exceptionnelle, notamment de membres de patronages et autres mouvements associatifs de Bordeaux ou de ses environs. Aussi, bien que la composition du train ait été forcée au maximum, ses 22 voitures (19 de 3e classe et 3 de 2e) étaient bondées de plus de mille voyageurs s'entassant à quinze, voire vingt, par compartiment, ou restant debout dans les couloirs. Des bancs avaient même été ajoutés dans les deux fourgons pour y installer des passagers, mais malgré tout, lors du départ, avec vingt minutes de retard, plus d'une centaine de personnes avaient dû rester sur le quai, faute d'avoir trouvé une place.
Les contraintes d'exploitation de la voie unique imposaient qu'à 9 kilomètres de Royan, en gare de Saujon, un train de marchandises, le 1512, arrivé de Royan à 10 h 35, attende, avant de s'engager vers Pons, à la fois d'être croisé par le spécial venant de Bordeaux, compte tenu de son retard ce jour-là, et doublé par le 98, rapide  Royan – Paris, passant à 10 h 53.

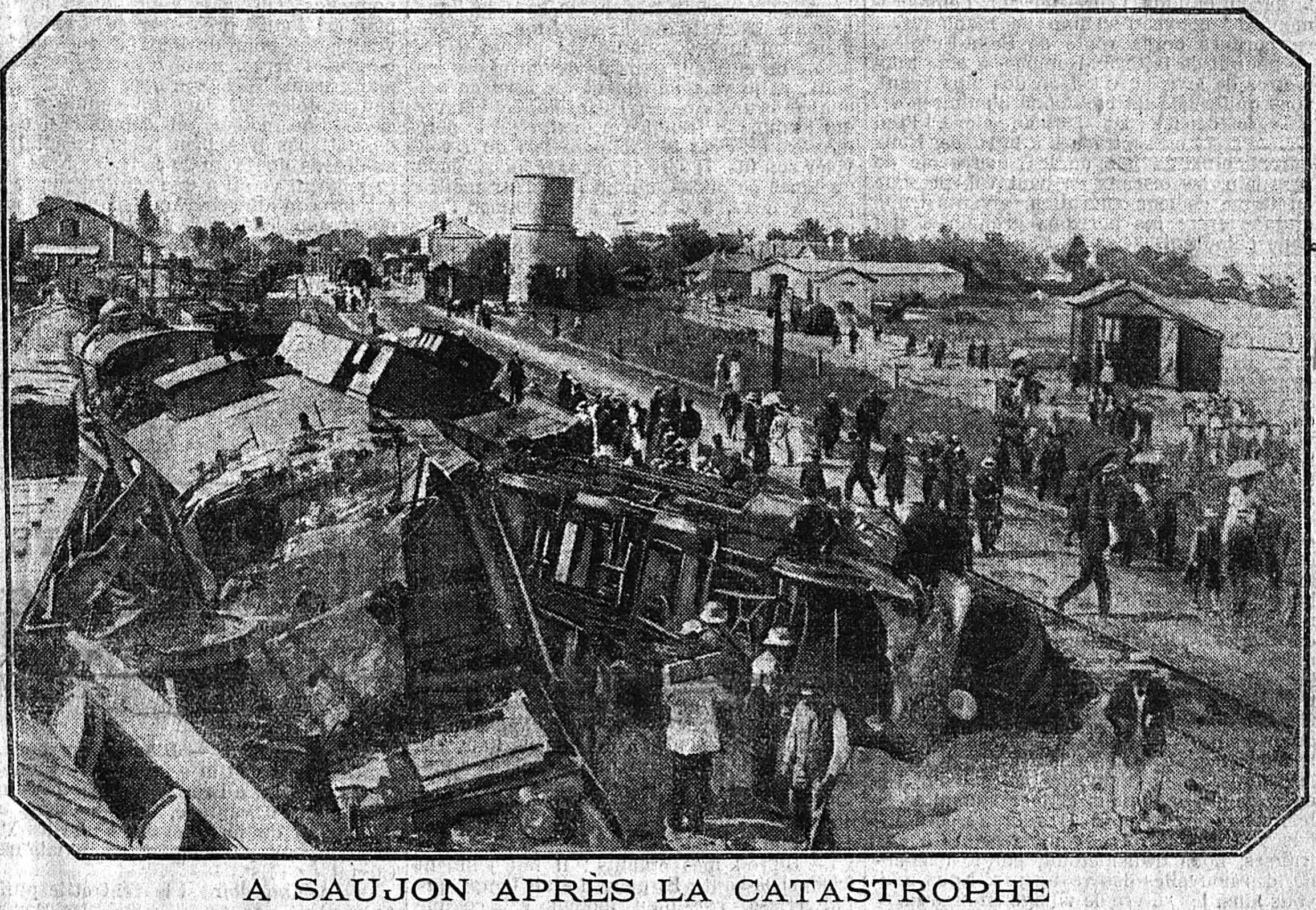
Photo de la catastrophe de Saujon dans le journal Le Matin

## L'accident
Le train G avait marqué l'arrêt réglementaire au signal avancé de Saujon, situé à la halte de La Traverserie, et, approchant de la ville, sortait de la courbe sans visibilité précédant la gare, lorsque  le mécanicien constata que si le disque d'entrée lui donnait bien voie libre, la voie 1 sur laquelle il avait été dirigé était interceptée. En effet, juste à l'endroit où elle était traversée en diagonale par une voie de service, se trouvait la locomotive du train 1512, en tête de quelques wagons. Malgré une tentative de freinage en urgence, la machine et le tender du train de marchandises furent pris en écharpe et renversés sur le côté droit de la voie. La locomotive, le tender, le fourgon de tête et la première voiture du train de voyageurs déraillèrent et obliquèrent vers la gauche avant de s'arrêter, légèrement inclinés. Derrière eux, les deuxième et troisième voitures furent poussées contre l'obstacle sous la pression du reste du convoi et se chevauchèrent en s'imbriquant. Les trois suivantes se télescopèrent, mais sans dommages sérieux, alors que toutes les autres, bien que déraillées, restaient intactes.

## Secours et bilan
Le chef de gare, M. Cros, avait eu le réflexe de fermer immédiatement le signal d'entrée côté Royan, évitant ainsi un suraccident alors que l'arrivée du rapide 98 était imminente.
Les premiers instants de panique passés, les rescapés et les agents de la gare s'efforcèrent d'extraire les victimes de l'entassement des épaves. Ils furent rapidement rejoints par la population des alentours, alertée par le bruit de la collision, semblable à celui d'un coup de canon, selon les témoins. Les premiers soins furent dispensés par le personnel médical d'une maison de santé de la ville, aidé dans les heures qui suivirent par des médecins venus des environs, et notamment de Royan avec un premier train de secours.
Les trois voitures de tête étaient majoritairement occupées par un groupe d'environ 70 personnes venues de Barsac dans le cadre du voyage annuel de l'association amicale des anciennes élèves de l'école laïque. Si les compartiments d'extrémité de la première et de la troisième avaient été relativement épargnés, le reste formait un inextricable amoncellement de débris dans lequel 33 passagers avaient été tués sur le coup. Leurs corps mutilés, dont douze n'étaient pas rapidement identifiables, furent déposés d'abord dans la salle d'attente de la gare, puis dans la halle des marchandises transformée en chapelle ardente. Le chauffeur du train de marchandises avait été écrasé sous le tender renversé, alors que le mécanicien et le chauffeur du train tamponneur avaient pu sauter avant le choc et s'en tiraient avec des contusions.
Les blessés, pris en charge sur place par des médecins venus des alentours, furent, selon leur état, directement transportés dans les hôpitaux les plus proches, ou embarqués dans des trains réguliers ou spéciaux et hospitalisés en fin de journée à Saintes ou Bordeaux.
Certains d'entre eux ayant succombé peu après ou dans les jours qui suivirent, le bilan de l'accident peut être établi à 38 morts et 103 blessés.
Après que le préfet de la Charente-inférieure, Pierre Landrodie se fut rendu immédiatement sur les lieux, les autorités publiques nationales, compte tenu de l'ampleur de la catastrophe, tinrent elles aussi à témoigner sur place ou par message de leur solidarité avec les victimes. Le premier à arriver fut Albert Sarraut, sous-secrétaire d'Etat à la guerre, déjà présent à La Rochelle pour représenter le gouvernement à des fêtes de gymnastique, que le président du Conseil, Aristide Briand, chargea de « porter aux familles des victimes les condoléances du gouvernement et de prendre dans leur intérêt toutes les mesures nécessaires ». Il fut rejoint le lendemain par le ministre des travaux publics, Alexandre Millerand, rentré de Suisse en urgence, et le directeur des chemins de fer de l'Etat, M. Raymond Beaugey, qui firent avec lui la tournée des hôpitaux pour visiter les blessés. Le président de la République, Armand Fallières, en route vers la Suisse pour un voyage officiel, adressa au préfet le télégramme suivant : « J'apprends à Besançon la terrible catastrophe de Saujon. Je vous prie de faire parvenir aux familles de ceux qui ont trouvé la mort la part très sincère que je prends à leur deuil. Veuillez également être auprès des malheureux blessés l'interprète de ma douloureuse sympathie. » De l'étranger parvinrent également les condoléances de Robert Comtesse, président de la Confédération suisse, de Guillaume II, empereur d'Allemagne, de Victor Emmanuel III, roi d'Italie et de son  ministre des Travaux publics, Ettore Sacchi.
Bien que dépourvus de moyens lourds de déblaiement, et notamment d'une grue, en 48 heures, les ouvriers parvinrent à rétablir la circulation sur les voies de la gare en dégageant les épaves des voitures et wagons et en ripant les machines renversées à l'aide de crics.

## Suites
Au-delà de la question juridique de responsabilité, l'accident eut aussi un impact politique puisqu'il fut l'occasion de relancer les deux questions, brûlantes à l'époque, des relations de l'État avec les activités économiques d'une part, et la religion catholique d'autre part.

### Recherche des responsabilités
Comme lors de tous les accidents causant des victimes, deux enquêtes furent menées simultanément, l'une judiciaire, par M. Aylies, juge d'instruction du tribunal correctionnel de Saintes, l'autre administrative, ouverte à l'initiative de M. Jacques Jouguet, directeur du contrôle au ministère des Travaux publics, qui la confia à M. Édouard Brisse, ingénieur en chef de l'exploitation de la compagnie de l'Est.
Si la collision et ses effets catastrophiques résultaient bien de la conjonction de multiples fautes et insuffisances, comme l'affirmait le député André Ballande à la Chambre, la justice en imputa la responsabilité exclusive à un seul agent.

#### Le stationnement malencontreux de la locomotive
À Saujon, le train de marchandises devait prendre et déposer des wagons. Ces opérations nécessitaient de le couper, puis de le reformer, après diverses évolutions sur les voies de la gare. L'essentiel avait déjà été effectué, puisque les wagons formant la nouvelle composition avaient tous été regroupés sur une voie d'évitement. Cependant, avant de faire refouler sa locomotive sur le convoi pour permettre l'attelage de ses différents tronçons, le mécanicien, Fernand Bouissou (44 ans), l'avait quittée, et était parti se ravitailler en eau potable à une pompe située à proximité. Le chef d'équipe Drouineau, qui dirigeait les manœuvres, reconnaissait lui avoir donné l'autorisation de s'absenter momentanément, mais niait être responsable du choix malencontreux de l'endroit de stationnement de la machine.
D'aucuns émirent un temps l'hypothèse que si celle-ci empiétait de quelques mètres sur la voie principale, c'était à la suite d'une fausse manœuvre du chauffeur Papillon, tué dans l'accident, mais l'enquête le démentit, puisque la position de son corps indiquait qu'au moment du choc il devait se reposer assis sur le coffre du tender. Le mécanicien ne contesta d'ailleurs pas avoir abandonné momentanément sa machine à cet emplacement. Il est en effet probable qu'il croyait disposer d'un temps suffisant, et incidemment être couvert par la signalisation, puisque la réglementation en vigueur imposait que lors des manœuvres, les signaux commandant l'entrée de la gare restent fermés jusqu'à ce que le chef d'équipe donne l'ordre exprès de les rouvrir.

#### L'arrivée intempestive du train de voyageurs
Au moment de l'accident, la commande des aiguillages et de la signalisation était assurée par l'aiguilleur Desaffit (56 ans), opérant depuis une cabine implantée à la sortie de la gare en direction de Royan et La Tremblade. Celui-ci, constatant que la queue du train de marchandises était arrivée à son niveau sur la voie d'évitement, en avait conclu que l'ensemble du convoi y était bien garé, même si la courbure des voies l'empêchait d'en voir la totalité. Estimant les manœuvres terminées, il avait donc sans plus attendre ouvert le signal d'entrée côté Pons au train de voyageurs en approche.
Celui-ci aurait normalement dû aborder la gare à 15 km/h, mais, sans doute pour réduire son retard, marchait encore à 50 km/h, comme l'indiqua la bande Flaman de la machine saisie par le juge d'instruction. Apercevant l'obstacle, le mécanicien Dieuaide déclencha immédiatement le freinage d'urgence, qui réduisit à environ 10-15 km/h la vitesse au moment de l'impact.

#### Les déficiences de l'État
Elles furent d'abord dénoncées lors d'interventions à la Chambre en février 1911 à l'occasion de la discussion du budget des chemins de fer, puis par la défense devant le tribunal correctionnel.
- Le reproche essentiel portait sur la composition du convoi, manifestement constitué d'un assemblage improvisé de véhicules hétéroclites pour faire face à l'affluence. Ainsi, le député Fernand Engerand regrettait que les voitures écrasées, anciennes et d'un poids d'environ 7 à 8 tonnes, aient été encadrées par d'autres pesant de 18 à 20 t, qui les mirent en miettes lors du choc[27]. Un autre de ses collègues, André Ballande, affirmait que compte tenu de leur vétusté, elles étaient impropres à figurer dans la composition d'un express[28].
- Subsidiairement, on pouvait aussi reprocher à l'État, comme le fit le député Ballande, de ne pas avoir installé à Saujon, comme dans de nombreuses gares, un système d'enclenchement solidarisant automatiquement signalisation et aiguillages, dispositif qui aurait évité l'accident alors que l'emplacement de la cabine de l'aiguilleur, dans une courbe sans visibilité, le rendait nécessaire. De même, un autre député, Henri de La Porte rappelait que la Chambre avait invité un an auparavant le gouvernement à prescrire aux compagnies l'adoption de l'attelage automatique, et que si le train de marchandises en cause en avait été muni, ses manœuvres auraient été facilitées et la catastrophe, « peut-être, eût pu être évitée »[29].

#### La responsabilité exclusive de l'aiguilleur
Si le juge d'instruction avait fait application d'une définition extensive de la causalité, il aurait pu, compte tenu de tous les éléments ayant contribué à la survenance et à la gravité de l'accident, inculper plusieurs personnes, employés de la gare, mécaniciens, et même cadres techniques ou administratifs. Choisissant d'utiliser une autre méthode, il considéra que sur l'ensemble des fautes et erreurs commises, celle de l'aiguilleur Desaffit ouvrant prématurément le signal d'entrée avait été déterminante et devait être considérée comme l'unique cause du drame. Cet agent fut donc le seul à être traduit devant le tribunal correctionnel pour homicide et blessures par « maladresse, imprudence et inobservation des règlements ». Son procès, au cours duquel il parut « d'intelligence lente » à certains journalistes, s'ouvrit à Saintes le mercredi 5 avril 1911. Le lendemain, le tribunal se transporta sur les lieux afin de procéder à une reconstitution en faisant manœuvrer une locomotive et une rame de wagons, pour vérifier les conditions de visibilité en gare, puis finit la journée en entendant 17 témoins dans une salle du bâtiment voyageurs. Le mardi suivant, dans son réquisitoire, le procureur de la République, estimant l'aiguilleur seul responsable, demanda  sa condamnation à l'emprisonnement, tempérant cependant sa sévérité en déclarant qu'il n'était pas opposé au sursis. Après plaidoirie des avocats de la défense insistant sur le surmenage du personnel de la gare et les conditions difficiles de son service le jour de l'accident, le tribunal condamna le lendemain Firmin Desaffit à un an de prison et 200 francs d'amende, en lui accordant le bénéfice du sursis. L'État ayant été dans la même décision déclaré civilement responsable, fut par la suite condamné par le tribunal civil de Saintes à indemniser les victimes avec lesquelles un accord amiable n'avait pu être trouvé.

### Exploitation politique

#### Mise en cause de l'État entrepreneur
L'accident avait eu lieu sur une ligne faisant partie depuis sa mise en service du réseau dit des Chemins de fer de l'État constitué « provisoirement » par décrets en 1878 pour pallier la défaillance de certaines compagnies privées. Comme il suivait de peu celui de Villepreux, mettant en cause le même exploitant, il offrit l'occasion de nouvelles controverses entre partisans et adversaires de la gestion publique des chemins de fer, alors que celles sur le rachat par l'État de la Compagnie de l'Ouest en 1908 persistaient encore.
Si le Journal  des débats politiques et littéraires, dans un éditorial intitulé  « Cruelle journée », adoptait un ton assez neutre pour écrire : « Nous ne voulons pas insister sur cette circonstance que la catastrophe de Saujon, comme celle de Villepreux, a eu lieu sur le réseau de l’État, mais le public ne peut s'empêcher d'en être frappé et de se faire cette réflexion qu'il n'y aurait pas assez d'indignation contre une grande Compagnie qui aurait une malchance si persistante », le reste de la presse s'engageait plus ouvertement selon ses orientations idéologiques. Ainsi, L'Univers, sous le titre « Questions sociales.Les monopoles d'État », écrivait : « la catastrophe de Saujon a rappelé au public que l'État était le plus pitoyable des industriels ». Le Temps qualifiait le réseau de l'État de « pétaudière tragique » en concluant que des réformes s'y imposaient « comme des mesures de salut public », alors que dans un éditorial ironique Le Figaro disait du réseau de l’État : « c’est le mal qui y est la règle, et le bien qui est l’accident ». Aux critiques sur la piètre qualité du service, l'éditorialiste de La Presse, quant à lui, en ajoutait une autre, relative à la moindre indemnisation des victimes et à l'absence d'effet exemplaire de la condamnation d'un État, «être anonyme qui n'a aucune responsabilité et qui se moque du «quand (sic) dira-t-on» ».
À l'inverse, Le Rappel désavouait ces attaques en publiant des tribunes libres de René Besnard (« L'exploitation d'une catastrophe ») et  Marcel Régnier  (« Réseau d'État ») prenant la défense de l'exploitation publique. Il en allait de même pour L'Humanité, qui, deux jours après le drame, n'hésitait pas à conclure un éditorial de Louis Dubreuilh intitulé « Après Saujon », que « l’heure est décisive pour l’avenir des nationalisations qui s’imposent »
.

#### Tensions avec la hiérarchie catholique
Bien que la loi de séparation date de plus de quatre ans, les tensions qu'elle avait soulevées n'étaient pas totalement apaisées. L'accident de Saujon leur offrit une nouvelle occasion de s'extérioriser.

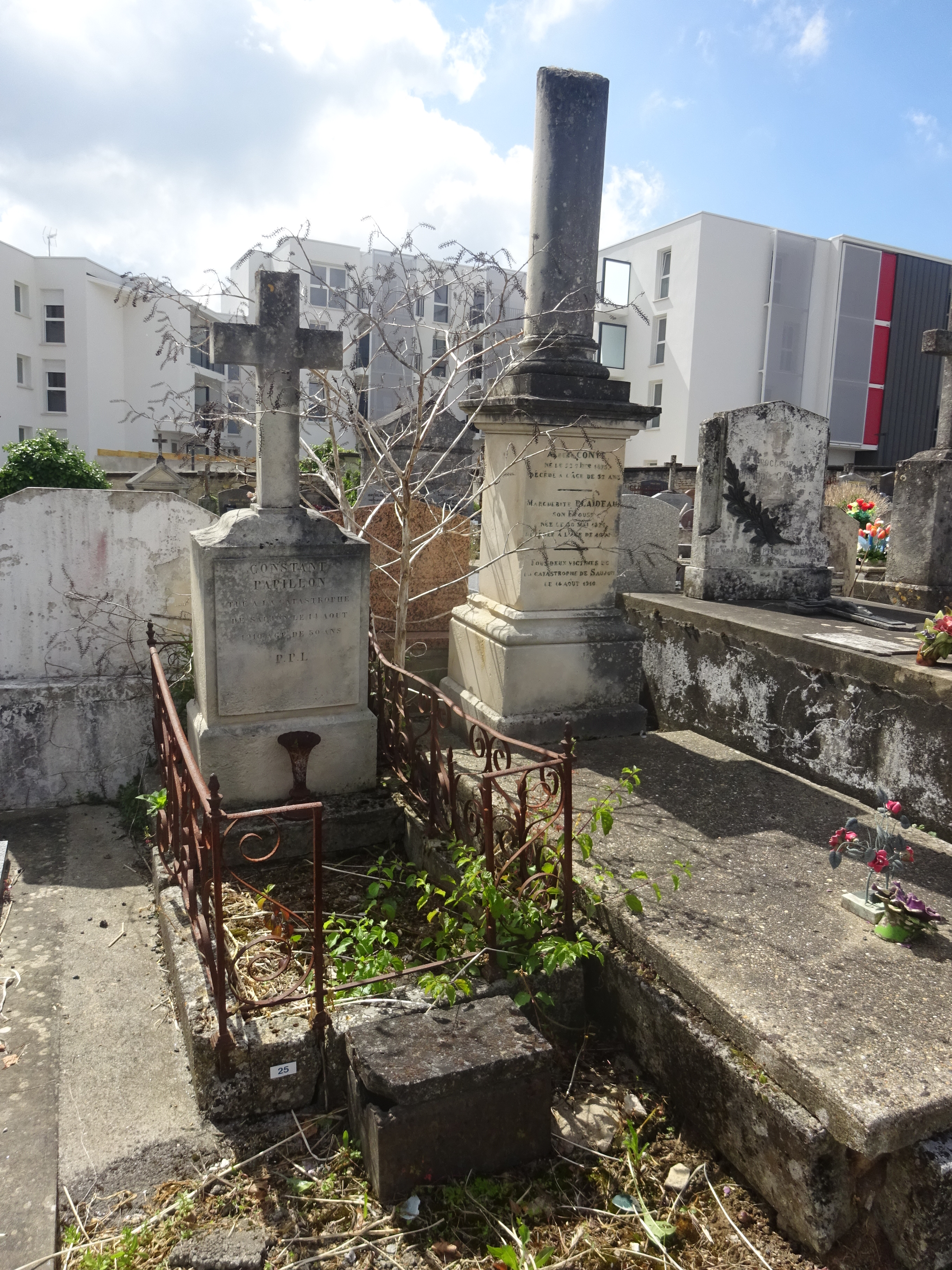
Tombes de Constant Papillon (à gauche) et de deux autres victimes de l'accident (à droite) dans le cimetière de tilleuls de Royan

De sa résidence de vacances en Haute-Savoie,  Mgr Andrieu, archevêque de Bordeaux adressa à son diocèse par voie de presse une lettre aux termes soigneusement pesés dans laquelle tout en exprimant sa compassion pour les victimes, il évoquait « la leçon qui se dégage de la catastrophe », dénonçant « la voie périlleuse où le monde se précipite » en recherchant le « mirage » des plaisirs terrestres. Par la suite, la presse s'appesantit sur deux faits révélateurs de l'intransigeance des deux camps, survenus lors des cérémonies religieuses consécutives à la catastrophe.
- Le premier eut lieu le 17 août à Royan lorsque le sous-préfet de Marennes et le secrétaire général de la préfecture, assistant à la messe d'obsèques du chauffeur Papillon et de quelques autres morts de l'accident, restèrent ostensiblement assis en refusant de se lever à la demande de l'officiant, même lors de l'Élévation, attitude jugée « inconvenante »[46].
- Le second eut lieu le 20 août à l'église de Saujon, lors de l'office solennel célébré en mémoire de toutes les victimes, lorsque dans son homélie, Mgr Eyssautier, évêque de La Rochelle, qualifia la séparation de « provisoire » et la Déclaration des droits de l'Homme de « tapageuse », provoquant la sortie des représentants de l'État avant la fin de la cérémonie[47].

Les commentaires suscités par ce dernier incident varièrent selon les convictions de leurs auteurs, certains considérant les propos de l'évêque comme « une grossière incorrection », d'autres estimant au contraire que la sortie prématurée des représentants de l'État prouvait leur « défaut d'intelligence, de tact et de sang-froid ». Le quotidien anticlérical La Lanterne, dans un éditorial intitulé « L'inévitable incident », en concluait que la logique de la séparation interdisait aux représentants de la République de s'associer désormais à toute cérémonie religieuse.